# Juliusz Wolfsohn
Juliusz Wolfsohn (* 7. Januar 1880 in Warschau (damals Russisches Reich, heute Polen); † 12. Februar 1944 in New York, USA) war ein russisch-österreichischer Pianist, Komponist und Musikpublizist.

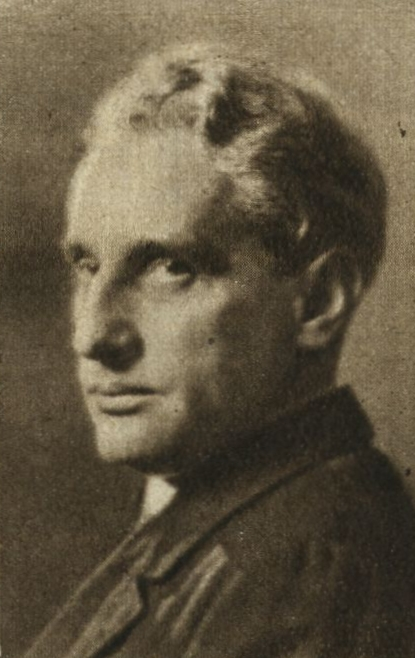
Aufnahme um 1930 von Georg Fayer

## Leben
Juliusz Wolfsohn, Sohn der jüdischen Kaufleute Simon und Glicka Wolfsohn, studierte zunächst am Warschauer, später am Moskauer Konservatorium das Klavierspiel und Kompositionslehre. Er vollendete seine Ausbildung als Pianist bei Raoul Pugno in Paris und schließlich als Schüler Theodor Leschetizkys in Wien, wo er dann von 1906 bis zu seiner Emigration lebte. Wolfsohn etablierte sich im internationalen Musikleben durch zahlreiche Konzertreisen innerhalb Europas sowie in die USA, vor allem aber als herausragender Chopin-Interpret.
Wolfsohn betätigte sich neben seiner Pianistenlaufbahn auch erfolgreich als Pädagoge, auch wenn ihm die angestrebte Stelle eines Klavierprofessors an der Wiener Musikakademie zeitlebens versagt blieb. Zu seinen Schülern zählen etwa Leo Birkenfeld, Ernst Kanitz, Egon Lustgarten, Leo Sirota und Ignatz Waghalter.
Nachdem er sich bereits seit der Jahrhundertwende mit jiddischer Folklore auseinandergesetzt hatte, galt sein kompositorisches Schaffen ausschließlich jüdischer Musik. Seinen in drei Bänden erschienenen Paraphrasen über altjüdische Volksweisen lagen bekannte jiddische Lieder zugrunde; auch die dreiteilige Hebräische Suite und die Jüdische Rhapsodie, basierte auf musikalischen Volksthemen. Wolfsohns Werke waren zu jener Zeit sehr populär und wurden – nicht nur durch ihn selbst – häufig aufgeführt.
Er engagierte sich, ähnlich wie Joachim Stutschewsky, nicht nur als Komponist, sondern auch publizistisch für die jüdische Musik; so in dem 1928 von ihm mitbegründeten Wiener Verein zur Förderung jüdischer Musik sowie als Vortragender und Musikkritiker zahlreicher österreichischer und polnischer Zeitungen.
Nach dem Anschluss Österreichs an Nazi-Deutschland emigrierte Wolfsohn 1939 in die USA, wo er aber nur mehr als Klavierlehrer sein Dasein fristete.
Sein Onkel David Wolffsohn war einer der engsten Mitarbeiter von Theodor Herzl.

## Werke (Auswahl)
- Zwei Doppelgriffstudien nach Chopin, op. 25 (1923)
- Jüdische Rhapsodie nach altjüdischen Weisen, für Klavier zu 2 Händen (1923)

„Nach altjüdischen Volksweisen ist diese Rhapsodie komponiert. Prof. Wolfsohn [...] hat hier ein dankbares, wenn auch nicht leicht zu bezwingendes Klavierstück geschaffen, das durch die Tiefe seiner Empfindung ebenso ausgezeichnet ist, wie durch die pianistischen Reize, die aus dem thematischen Material herausgeholt sind. Psalmodien und Choral, Hochzeitstanz und Mahlzeitlied greifen wie Glieder einer Kette ineinander, und wenn zum Schluß ein Hochzeitslied angestimmt wird, so ist es nach dem triumphalen Aufschwung, den es nimmt, nur natürlich, daß es eine Freude ist, die mit einem Auge lacht und mit dem anderen weint.“ (Die Musik, Oktober 1924)
- Paraphrasen über altjüdische Volksweisen, für Klavier zu 2 Händen, (1920–25; in drei Bänden erschienen)

„Aus der unendlichen Trauer oder bizarr-grotesken Lustigkeit dieser Weisen steigt die fremdartige und doch streng in sich geschlossene Welt des Ostjuden geheimnisvoll auf. Die Volkslieder sind uralt und es erfordert keinen geringen Grad von seelischem und künstlerischen Einfühlungsvermögen, ihre Eigenart namentlich durch die Harmonisation nicht zu zerstören. Wolfsohn hat diese ungemein schwere Aufgabe glänzend gelöst. […] Wie klingt das alles, wie elegant, geistreich und zartsinnig-intim, wie echt pianistisch und klaviermäßig ist das alles gedacht!“ (Walter Niemann: In: Zeitschrift für Musik, 1925 Heft 5)
- Hebräische Suite, op. 8, für Klavier (1926) 
Hebräische Suite in der Fassung für Klavier und Orchester (1928)
- Fünf Stimmungsbilder aus der Kinderwelt, für Klavier (1930)
- Mirjams Schlaflied, für Gesang und Klavier (Text: Richard Beer-Hofmann; um 1930)
- Zwei Idyllen, op. 10, für Violine und Klavier (1933)
- Vision, für Klavier (1936)
- Baal-Schem-Suite, für Klavier (um 1936)
- Schir hamalojs, für Klavier (1937)
- An der schönen blauen Donau von Johann Strauss (Sohn) in der Bearbeitung für die linke Hand (1934, für den einarmigen Pianisten Paul Wittgenstein).

## Diskographie
- Paraphrasen über altjüdische Volksweisen, Jüdische Rhapsodie, Hebräische Suite
zusammen mit Franz Liszt: Ungarische Rhapsodien Nr. 3, 7, 8 und 13.
Jascha Nemtsov (Klavier), OehmsClassic OC 572.
- Hebräische Suite in der Fassung für Klavier und Orchester
zusammen mit Werken von Bernhard Sekles, Jaromír Weinberger und Werner Richard Heymann.
Cora Irsen (Klavier), Capitol Symphonie Orchester, Dirigent: Roland Böer, Rondeau Production ROP 6233.